# WORKS -THE BEST OF TRF-
『WORKS -THE BEST OF TRF-』（ワークス・ザ・ベスト・オブ・ティーアールエフ）は、日本の音楽ユニット、TRFの初のベスト・アルバムである。

## 解説
- 小室哲哉プロデュース時代の楽曲を網羅した初のベスト・アルバム（ただしこのアルバム自体は小室のプロデュースではない）。2枚組、全22曲収録。
- 1年間リリースが途絶えた後のリリースであり、この後TRFは小室プロデュースを一旦離れる。
- 2004年1月28日にDVDオーディオ盤が発売された。
- オリコン週間チャートでは4位に初登場。総売上は101.3万枚。

## 収録曲
全作詞・作曲：小室哲哉（特記除く）

### Disc 1
1. 寒い夜だから…
  - 作詞・作曲・編曲：小室哲哉

5thシングル。シングルバージョンはアルバム初収録。
2. Silver and Gold dance
  - 作詞・作曲・編曲：小室哲哉

3rdシングル。シングルバージョンはアルバム初収録。
3. EZ DO DANCE
  - 作詞・作曲・編曲：小室哲哉

2ndシングル。
4. GOING 2 DANCE〜STARR GAZER MIX〜
  - 作詞：小室哲哉・YŪKI　作曲：小室哲哉

1stシングル。『GOING 2 DANCE/OPEN YOUR MIND』の1曲目。本作に収録されているのはリミックスアルバム『HYPER TECHNO MIX』に収録されているバージョン。
5. Hey! Ladies & Gentlemen
  - 作詞・作曲・編曲：小室哲哉

14thシングル。アルバム初収録。
6. 愛がもう少し欲しいよ
  - 作詞・作曲・編曲：小室哲哉

4thシングル。
7. BILLIONAIRE
  - 作詞・作曲・編曲：小室哲哉

4thアルバム『BILLIONAIRE 〜BOY MEETS GIRL〜』収録曲。
8. Love & Peace Forever
  - 作詞：小室哲哉・前田たかひろ　作曲：小室哲哉・久保こーじ

13thシングル。アルバム初収録だが、本作に収録されているのは同名のシングルの1曲目に収録されている「RADIO EDIT」。
9. survival dAnce～no no cry more～
  - 作詞・作曲・編曲：小室哲哉

6thシングル。シングルバージョンはアルバム初収録。
10. Overnight Sensation〜時代はあなたに委ねてる〜
  - 作詞・作曲・編曲：小室哲哉

10thシングル。シングルバージョンはアルバム初収録。
11. Truth '94
  - 作詞・作曲・編曲：小室哲哉

1stアルバム『trf ～THIS IS THE TRUTH～』収録曲。本作に収録されているのは4thアルバム『BILLIONAIRE 〜BOY MEETS GIRL〜』に収録されているバージョン。

### Disc 2
1. BRAVE STORY
  - 作詞：小室哲哉・前田たかひろ、作曲：小室哲哉

15thシングル。アルバム初収録だが、本作に収録されているのは同名のシングルの2曲目に収録されている「Dio MIX」。
2. SILENT NIGHT
  - 作詞・作曲・編曲：小室哲哉

16thシングル。アルバム初収録。
3. masquerade
  - 作詞・作曲・編曲：小室哲哉

9thシングル。シングルバージョンはアルバム初収録。
4. Happening Here
  - 作詞：小室哲哉・前田たかひろ　作曲：小室哲哉

12thシングル。「Happening Here/teens」の1曲目。本作に収録されているのは6thアルバム『BRAND NEW TOMORROW 』に収録されているバージョン。
5. teens
  - 作詞：前田たかひろ　作曲：小室哲哉・久保こーじ

12thシングル。「Happening Here/teens」の2曲目。
6. SEE THE SKY〜1999…月が地球にKISSをする〜
  - 作詞・作曲・編曲：小室哲哉

5thアルバム『dAnce to positive』収録曲。
7. BRAND NEW TOMORROW
  - 作詞・作曲・編曲：小室哲哉

11thシングル。シングルバージョンはアルバム初収録。
8. BOY MEETS GIRL
  - 作詞・作曲・編曲：小室哲哉

7thシングル。シングルバージョンはアルバム初収録。
9. CRAZY GONNA CRAZY
  - 作詞・作曲・編曲：小室哲哉

8thシングル。シングルバージョンはアルバム初収録。
10. LEGEND OF WIND
  - 作詞：小室哲哉　作曲：小室哲哉・久保こーじ

17thシングル。アルバム初収録。
11. WORLD GROOVE
  - 作詞・作曲・編曲：小室哲哉

3rdアルバム『WORLD GROOVE』収録曲。表記は無いが、本作に収録されているのは「3rd.chapter(main message)」。